# Paraturbanella palpibara
Paraturbanella palpibara är en djurart som tillhör fylumet bukhårsdjur, och som beskrevs av Chandrasekara Rao och Ganapati 1968. Paraturbanella palpibara ingår i släktet Paraturbanella och familjen Turbanellidae.
Artens utbredningsområde är Indiska oceanen. Inga underarter finns listade i Catalogue of Life.